# Mavrinci
Mavrinci est une localité de Croatie située dans la municipalité de Čavle, comitat de Primorje-Gorski Kotar. En 2001, la localité comptait 999 habitants.

## Démographie
| 1948 | 1953 | 1961 | 1971 | 1981 | 1991  | 2001 |
| ---- | ---- | ---- | ---- | ---- | ----- | ---- |
| 385  | 359  | 392  | 591  | 986  | 1 070 | 999  |